# Kärdla-Nõmme
Koordinaten: 58° 55′ N, 22° 48′ O
Kärdla-Nõmme ist ein Dorf (estnisch küla) in der Landgemeinde Hiiumaa (bis 2017: Landgemeinde Pühalepa). Es liegt auf der zweitgrößten estnischen Insel Hiiumaa (deutsch Dagö). Bis zur Neugründung der Landgemeinde Hiiumaa hieß der Ort „Nõmme“ und wurde umbenannt, um sich von Nõmme zu unterscheiden, da beide nun in derselben Landgemeinde liegen.

## Beschreibung
Kärdla-Nõmme (deutsch Nömme) hat 35 Einwohner (Stand 31. Dezember 2011).
Das Dorf liegt neun Kilometer südöstlich der Inselhauptstadt Kärdla (Kertel).